# 2025年梅竹賽
民國114年（2025年）乙巳梅竹賽為第五十七屆國立清華大學與國立陽明交通大學之間的梅竹賽，於2025年2月28日至3月2日舉行。本屆賽事由國立陽明交通大學主辦，國立清華大學協辦，賽事口號為「熊躍狐伏，乙伺良機；竹嘯梅舞，巳意競技」。
本屆梅竹賽開幕典禮在國立陽明交通大學大禮堂舉行，由清大校長高為元、陽明交大校長林奇宏敲鑼揭開序幕，並邀請新竹市代理市長邱臣遠與會致詞。高為元校長表示，清華與陽明交大是永遠的鄰居，良性的競爭可以讓彼此變得更好；林奇宏校長表示，陽明交大剛過主題為「領航」的四周年校慶，也公布全新的校歌，代表著陽明交大承襲過往、開創未來的精神；邱臣遠代理市長以《霍元甲》電影中的對話勉勵雙方選手。
本屆賽事共有10項正式賽，另有8項不計點的表演賽。賽事結果，國立陽明交通大學以7比3獲得本屆總錦標，連續兩屆獲得總錦標。

## 賽事結果

### 正式賽
本屆正式賽比賽項目與前一年相同，共計10個項目。清大在象棋、網球、男排等3項目取得勝利；陽明交大在桌球、羽球、橋藝、棒球、女籃、男籃及女排等其餘7項獲勝。
| 項目   | 比賽日期                  | 勝隊     | 備註                       |
| ------ | ------------------------- | -------- | -------------------------- |
| 桌球   | 2025年2月28日             | 陽明交大 | 4：2，陽明交大獲勝         |
| 羽球   | 2025年2月28日             | 陽明交大 | 5：0，陽明交大獲勝         |
| 橋藝   | 2025年3月1日—2025年3月2日 | 陽明交大 | 51.72：28.28，陽明交大獲勝 |
| 象棋   | 2025年3月1日              | 清大     | 3.5：2.5，清大獲勝         |
| 網球   | 2025年3月1日              | 清大     | 4：1，清大獲勝             |
| 棒球   | 2025年3月1日              | 陽明交大 | 6：4，陽明交大獲勝         |
| 女籃   | 2025年3月1日              | 陽明交大 | 57：53，陽明交大獲勝       |
| 男籃   | 2025年3月1日              | 陽明交大 | 71：67，陽明交大獲勝       |
| 男排   | 2025年3月2日              | 清大     | 3：1，清大獲勝             |
| 女排   | 2025年3月2日              | 陽明交大 | 3：0，陽明交大獲勝         |
| 總錦標 |                           | 陽明交大 | 7：3，陽明交大取得總錦標   |

### 表演賽
本屆表演賽比賽項目較前一年少1項西洋棋，其餘與前一屆相同。表演賽共計8個項目，陽明交大在足球、女網與射箭等3項目取得勝利；清大在撞球、女桌、劍道、圍棋與壘球等5項目取得勝利。
| 項目 | 比賽日期      | 勝隊     | 備註               |
| ---- | ------------- | -------- | ------------------ |
| 撞球 | 2025年2月28日 | 清大     | 3：1，清大獲勝     |
| 足球 | 2025年2月28日 | 陽明交大 | 2：1，陽明交大獲勝 |
| 女桌 | 2025年2月28日 | 清大     | 3：1，清大獲勝     |
| 劍道 | 2025年2月28日 | 清大     | 2：0，清大獲勝     |
| 圍棋 | 2025年3月1日  | 清大     | 7：4，清大獲勝     |
| 女網 | 2025年3月1日  | 陽明交大 | 2：1，陽明交大獲勝 |
| 射箭 | 2025年3月2日  | 陽明交大 | 3：2，陽明交大獲勝 |
| 壘球 | 2025年3月2日  | 清大     | 8：1，清大獲勝     |

## 爭議
本屆梅竹賽前，雙方對於羽球比賽清大一位泰籍選手是否可上場存有爭議。陽明交大—交大學聯會表示，該名選手曾獲得泰國青年賽冠軍，擁有羽球世界青少年排名，已影響比賽的公平性與公正性，對梅竹賽穩定性造成嚴重衝擊，希望引用113年大專運動會規程，該名選手不可上場；清華大學生會表示，乙巳梅竹之辦理日期為114年，應以114年大專運動會規程為標準，該名選手可上場，並指責陽明交大「狐狸取鬧，帶頭作亂」。比賽當天，該名選手沒有上場，羽球賽事陽明交大以5：0獲勝。

## 外部連結
- 乙巳梅竹官方網站
- 梅竹籌備委員會的Facebook專頁
- 梅竹籌備委員會的Instagram帳戶